# Ik ben verliefd (Sha-la-lie)
«Ik ben verliefd (Sha-la-lie)» (en español: Estoy enamorada) es una canción escrita por Pierre Kartner, que representó a los Países Bajos en la edición del Festival de la Canción de Eurovisión 2010 que se celebró en Noruega.

## Antecedentes
La cadena pública de los Países Bajos Nederlandse Publieke Omroep, reveló el 18 de diciembre de 2009 que Pierre Katner escribiría la canción que representaría al país en el Festival de la Canción de Eurovision 2010, que se iba a celebrar en Oslo, Noruega. 
La canción (escrita en neerlandés, idioma oficial de los Países Bajos) significa Estoy enamorada (Sha-la-lie). Fue la primera canción en este idioma que llevó este país al Festival de Eurovisión desde 1998, cuando el reglamento obligaba a los países a interpretar las canciones en alguno de sus idiomas oficiales nacionales. Cabe destacar que desde 1998, los Países Bajos usan el inglés como idioma para sus canciones, sin embargo, no habían conseguido pasar ninguna semifinal, exceptuando la edición de 2004.

## Críticas
Un grupo de seguidores holandeses del Festival de Eurovisión comenzó una campaña de protesta contra la decisión de la cadena TROS de designar internamente a Pierre Kartner como el autor del tema que iba a representar a los Países Bajos.
Hasta 2009, los Países Bajos siempre han organizado una preselección nacional abierta para escoger a su representante, pero la TROS decidió que fuese el autor del conocido tema de Los Pitufos, Pierre Kartner (también conocido como Padre Abraham) el encargado de confeccionar la canción para la edición de 2010.

## Elección del cantante
El 7 de febrero de 2010, la cadena pública TROS realizó el Nationaal SongFestival 2010 para elegir a la voz de Ik ben verliefd (Sha-la-lie). Se presentaron cinco candidaturas, saliendo vencedora Sieneke Peeters, luego de que el propio Pierre Kartner tuviera que decidir entre ella y el grupo Loekz al producirse un empate entre los votos del jurado y el público presente en la gala.

## Posición en las listas
| Año  | Sencillo                       | Posición                    |
| Año  | Sencillo                       | Bandera de los Países Bajos |
| ---- | ------------------------------ | --------------------------- |
| 2010 | "Ik ben verliefd (Sha-la-lie)" | 12                          |